# تأثير فرانسن
تأثير فرانسن (بالإنجليزية: Franssen effect)‏ هو خداع سمعي حيث يقوم المستمع بتحديد موقع الصوت بشكل غير صحيح. تم اكتشافه في عام 1960 من قبل نيكو فالنتينوس فرانسن (1926-1979)، وهو فيزيائي ومخترع هولندي. هناك تجربتان كلاسيكيتان مرتبطتان بتأثير فرانسن، تدعى تأثير فرانسن إف 1 وتأثير فرانسن إف 2.

## تأثير فرانسن إف 1
حين يوجد متحدثان على يسار ويمين المستمع. كل منها على بعد حوالي متر واحد من المستمع، بزاوية 45 درجة تقريبًا.
تبدأ السماعة اليسرى فجأة بإصدار نغمة نقية حادة. المتحدثان مكملان لبعضهما البعض: أي كلما زاد أحدهما، قل الآخر. يقل الصوت الأيسر بشكل كبير، وتصبح السماعة اليمنى هي المصدر الرئيسي للصوت. يدرك المستمع عن طريق الخطأ أن الصوت يأتي فقط من السماعة اليسرى، على الرغم من أن السماعة اليمنى تعمل معظم الوقت.

## تأثير فرانسن إف 2

### التجربة
داخل غرفة (قاعة المحاضرات) يوجد مكبرا صوت في مواقع مختلفة. في بداية العرض، يصدر مكبر الصوت 1 نغمة نقية مع منحدر هجوم حاد. وبالتالي تظل قوة مكبر الصوت هذا ثابتة. يمكن للمستمعين تحديد مكان مكبر الصوت هذا بسهولة. أثناء الجزء الثابت، تتلاشى الإشارة بسلاسة شديدة من مكبر الصوت 1 إلى مكبر الصوت 2. على الرغم من أن مكبر الصوت 2 يصدر كل الأصوات في النهاية، تظل الأحداث السمعية للمستمع في موضع مكبر الصوت 1. يظل هذا التحديد الخاطئ، حتى لو قام مشرف الاختبار بتوصيل كبلات مكبر الصوت 1 بشكل واضح.

### الاستنتاج
يعطي هذا التأثير بعض المعلومات حول قدرات الجهاز السمعي البشري لتحديد مصادر الصوت في الغرف المغلقة:
- النظام السمعي البشري قادر على تحديد موقع مصدر الصوت في مجالات الصوت ذات الصدى، إذا كانت هناك تغييرات سريعة في الإشارة أو بدء تشغيل الإشارة. (تم تحديد موقع مكبر الصوت 1 بشكل صحيح في بداية التجربة).
- النظام السمعي البشري غير قادر على تحديد مكان الإشارات ذات الاتساع والطيف الثابتين في مجالات الصوت الترددية. (لم يتعرف المستمعون على الخبو في مكبر الصوت 2).
- طالما أنه لا يمكن تحديد مصدر الصوت، يظل اتجاه أخر مصدر صوت محلي هو الاتجاه المدرك. (ظل الحدث السمعي في مكبر الصوت 1، على الرغم من أن مكبر الصوت 2 أصدر كل الأصوات في نهاية التجربة).

عند النظر إلى الصوت الذي يصل إلى أذن المستمع تظهر الحالة التالية:
- في بداية التجربة، عندما بدأ مكبر الصوت 1 في إصدار الصوت، كانت هناك فترة زمنية قصيرة، حيث وصل الصوت المباشر لمكبر الصوت 1 إلى أذن المستمع. في هذه الفترة الزمنية، كان تحديد مكان مكبر الصوت 1 ممكنًا، لأنه لم يتأثر بعد بانعكاسات الجدار.
- بعد بضع أجزاء من الثانية، وصل صوت انعكاسات الجدار وأزعج تحديد مصادر الصوت.
- عندما ظل الخبو علي نطاق ومستوي الصوت المنبعث ثابتًا. تمت تغطية هذا التلاشي بالعديد من انعكاسات الحائط من الوضع الصوتي السابق. من الواضح أنه لم يكن من الممكن تحديد مصدر الصوت خلال هذه المرحلة.
- في النهاية، عندما ينبعث صوت من مكبر الصوت 2 فقط، كان الوضع مشابهًا تمامًا، صوت انعكاسات الجدار، الذي وصل في وقت واحد، حال دون تحديد مصدر الصوت هذا.

نتيجة لذلك، يبدو أن النظام السمعي قادر فقط على تحديد مصادر الصوت في بيئة صدى عند بدايات الصوت أو عند حدوث تغييرات طيفية أكبر. ثم يسود الصوت المباشر لمصدر الصوت على الأقل في بعض نطاقات التردد ويمكن تحديد اتجاه مصدر الصوت. بعد بضع أجزاء من الألف من الثانية، عندما يصل صوت انعكاسات الجدار، يبدو أن تحديد مصدر الصوت لم يعد ممكنًا. طالما أنه لا يوجد تحديد مكان جديد ممكن، يبدو أن الأنظمة السمعية تحافظ على الاتجاه المحلي الأخير باعتباره اتجاه مصدر الصوت المتصور.